# 克勞森 (密歇根州)
克勞森（英語：Clawson）是一個位於美國密歇根州奧克蘭縣的城市。

## 人口
根據2020年美國人口普查的數據，克勞森的面積為5.70平方千米，當中陸地面積為5.70平方千米，而水域面積為0.00平方千米。當地共有人口11389人，而人口密度為每平方千米1,998人。